# Contenance
Contenance (tiếng Latinh: continentia‚ có nghĩa sự khiêm tốn/nhún nhường, kiềm chế, chừng mực/đắn đo, tự giác) là một từ tiếng Đức xuất phát từ tiếng Pháp và có nghĩa là một thái độ, hoặc sự điềm tĩnh  cũng như sự thanh thản và thận trọng trong những tình huống khó khăn khi giao tiếp và tác động qua lại.
Việc giữ gìn phong cách này (Contenance) có thể tạo thành trong một số tình huống những lợi thế về chiến thuật và ngăn chặn sự leo thang xung đột. Đặc biệt là trong xã hội thượng lưu việc giữ gìn phong cách được coi trọng để phân biệt với các tầng lớp khác.
Các cụm từ thường dùng là „die Contenance wahren" (giữ bình tĩnh) hay „die Contenance verlieren" (mất bình tĩnh, không kiềm chế được)

## Trích dẫn
| “ | Was die Franzosen Contenance nennen, Haltung und Harmonie im äußern Betragen, Gleichmütigkeit, Vermeidung alles Ungestüms, aller leidenschaftlichen Ausbrüche und Übereilungen, dessen sollte sich vorzüglich ein Mensch von lebhaftem Temperamente befleißigen. | ” |
| — Adolph Freiherr Knigge, Über den Umgang mit Menschen (Về cách xử sự với người khác), Ấn bản thứ 5, 1808 | |   |

("Những gì người Pháp gọi là Contenance, thái độ và sự hài hòa trong hành vi biểu hiện, bình thản, tránh tất cả huyên náo, ầm ỹ, tất cả sự bùng phát khi đam mê và những sự hối hả, hấp tấp, những thứ mà đặc biệt những người có tính khí bồng bột nên cố gắng trao dồi.")